# Dan Quinn
Dan Quinn (Morristown, 11 settembre 1970) è un allenatore di football americano statunitense, che svolge il ruolo di capo allenatore dei Washington Commanders della National Football League (NFL).

## Carriera da allenatore
Quinn in origine firmò con Seattle il 12 gennaio 2009, dopo avere trascorso i sei anni precedenti ad allenare le linee difensive di San Francisco 49ers (2003-04), Miami Dolphins (2005-06) e New York Jets (2007-08). Fu anche il coordinatore difensivo dei Florida Gators nelle stagioni 2011 e 2012, prima di fare ritorno ai Seahawks il 17 gennaio 2013 per sostituire Gus Bradley, divenuto capo-allenatore dei Jacksonville Jaguars. Nella sua prima stagione come coordinatore difensivo, i Seattle Seahawks guidarono la lega in punti concessi, yard concesse e palloni rubati agli avversari, diventando la prima squadra dai Chicago Bears a compiere questa impresa. Nel Super Bowl XLVIII contro i Denver Broncos, Seattle dominò dall'inizio alla fine, vincendo per 43-8, conquistando il primo titolo della sua storia. La difesa guidata da Quinn annullò l'attacco avversario che nella stagione regolare aveva stabilito il record NFL per il maggior numero di punti segnati.
Il 2 febbraio 2015, Quinn fu nominato capo-allenatore degli Atlanta Falcons. Dopo un record di 8 vittorie e 8 sconfitte nella sua prima stagione, nella successiva condusse i Falcons a disputare il Super Bowl LI, per la seconda volta nella storia dopo il Super Bowl XXXIII, da cui tuttavia i Falcons uscirono sconfitti per 34-28 ai tempi supplementari dopo un'improbabile rimonta da parte di New England, in svantaggio per 3-28 nel terzo quarto.
La stagione successiva, dopo essersi ritrovati 4-4 a metà stagione, riuscì comunque a far terminare i Falcons 10-6 e qualificarsi ai playoff.
Quinn fu licenziato l'11 ottobre 2020 dopo avere iniziato la stagione con un record di 0-5.

## Palmarès

### Come capo-allenatore
- National Football Conference Championship: 1

Atlanta Falcons: 2016
- NFC South division: 1

Atlanta Falcons 2016

### Come assistente allenatore
- Super Bowl : 1

Seattle Seahawks: Super Bowl XLVIII (come coordinatore difensivo)
- National Football Conference Championship: 2

Seattle Seahawks: 2013, 2014 (come coordinatore difensivo)

## Record come capo-allenatore
| ATL    | 2015   | 8  | 8  | 0 | .500 | 2° NFC South | - | - | -                                                               |
| ATL    | 2016   | 11 | 5  | 0 | .688 | 1° NFC South | 2 | 1 | Sconfitta al Super Bowl LI contro i New England Patriots        |
| ATL    | 2017   | 10 | 6  | 0 | .625 | 3° NFC South | 1 | 1 | Sconfitta nell'NFC Divisional Game contro i Philadelphia Eagles |
| ATL    | 2018   | 7  | 9  | 0 | .438 | 2° NFC South | - | - | -                                                               |
| ATL    | 2019   | 7  | 9  | 0 | .438 | 2° NFC South | - | - | -                                                               |
| ATL    | 2020   | 0  | 5  | 0 | .000 | Esonerato    | - | - | -                                                               |
| Totale | Totale | 43 | 42 | 0 | .506 |              | 3 | 2 |                                                                 |